# Klášter svatého Eliáše
Klášter svatého Eliáše (Dair Mar Elia) byl křesťanský klášter v Iráku nacházející se jižně od Mosulu. Založili ho na konci 6. století a byl jedním z nejstarších klášterů v zemi. Patřil církvi Východu, starobylé větvi východního křesťanství, a poté chaldejské katolické církvi. Klášterní život zde skončil v roce 1743, kdy byli mniši zmasakrováni perskou armádou. Zchátralé budovy byly dále poškozeny během americké invaze do Iráku v roce 2003 a později byly zničeny Islámským státem v roce 2014.

## Dějiny
Klášter založil kolem roku 595 mnich Mar Elia (svatý Eliáš), který předtím studoval v al-Hirah a pak ve velkém klášteře na hoře Izla v dnešním Turecku. Klášter patřil církvi Východu. Byl centrem místní křesťanské komunity a po staletí jej navštěvovaly tisíce křesťanů, aby oslavili Eliášův svátek, který připadá na poslední listopadovou středu.
Hlavní klášterní kostel byl postaven v 11. století a v 17. století byl obnoven. V roce 1743 perský vůdce Nádir Šáh klášter poškodil a pobil 150 mnichů, kteří tam žili, když odmítli konvertovat k islámu. Klášter chátral až do počátku 20. století, kdy byl částečně opraven. O areál včetně sousední nádrže a přírodních pramenů minerální vody pečovala chaldejská katolická církev a křesťanští poutníci místo nadále navštěvovali. V 70. letech se klášter stal základnou irácké Republikánské gardy.

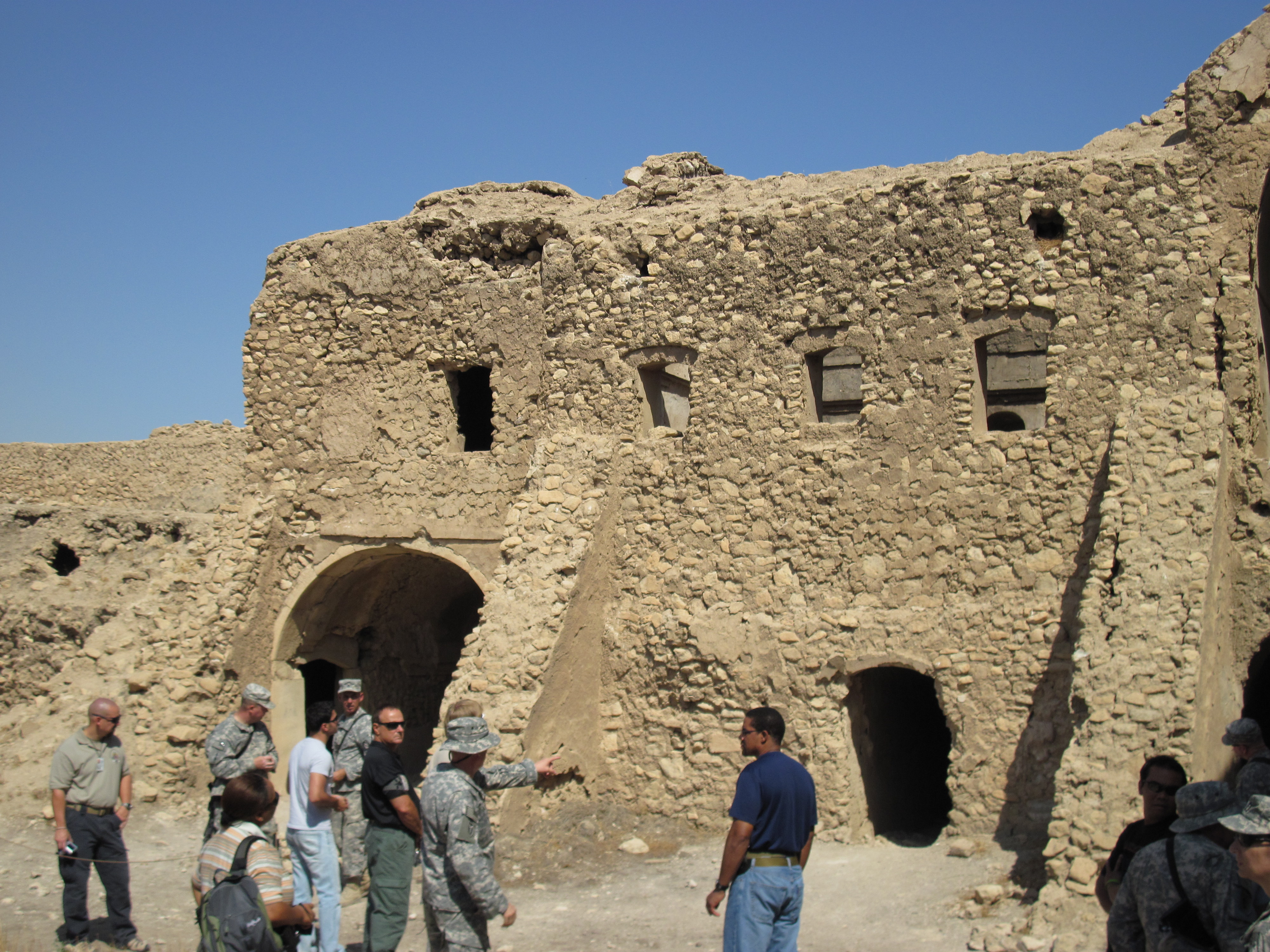
Američtí vojáci na prohlídce kláštera v roce 2009

Během invaze do Iráku v roce 2003 byl klášter nejprve poškozen iráckými tankovými jednotkami, které zdemolovaly místnosti, naplnily nádrž odpadky a zničili jednu zeď střelou z tanku T-72. Když oblast obsadila americká 101. výsadková divize, američtí vojáci klášter vandalizovali nápisy na zdech a vybílením kaple, čímž zničili tamní 600 let staré nástěnné malby. Kromě toho se tam rabovalo. Vojenský kaplan však pochopil význam místa a velitel vojákům nařídil, aby klášter vyklidili. Nakonec se o stavbu začali starat američtí vojenští kaplani a prováděli prohlídky místa pro vojáky.
V květnu 2008 mohli místo poprvé od invaze navštívit iráčtí archeologové. Později téhož roku média ohlásila snahu americké armády klášter obnovit. Novinář James Foley, který byl později sťat ISIL, napsal, že místo bylo zachráněno „pro budoucí generace Iráčanů, kteří doufejme brzy budou bezpeční, aby si ho mohli užít“. Před stažením amerických jednotek z Iráku vypracovali armádní inženýři z 94. sboru inženýrů z Fort Leonard Wood plány kláštera.

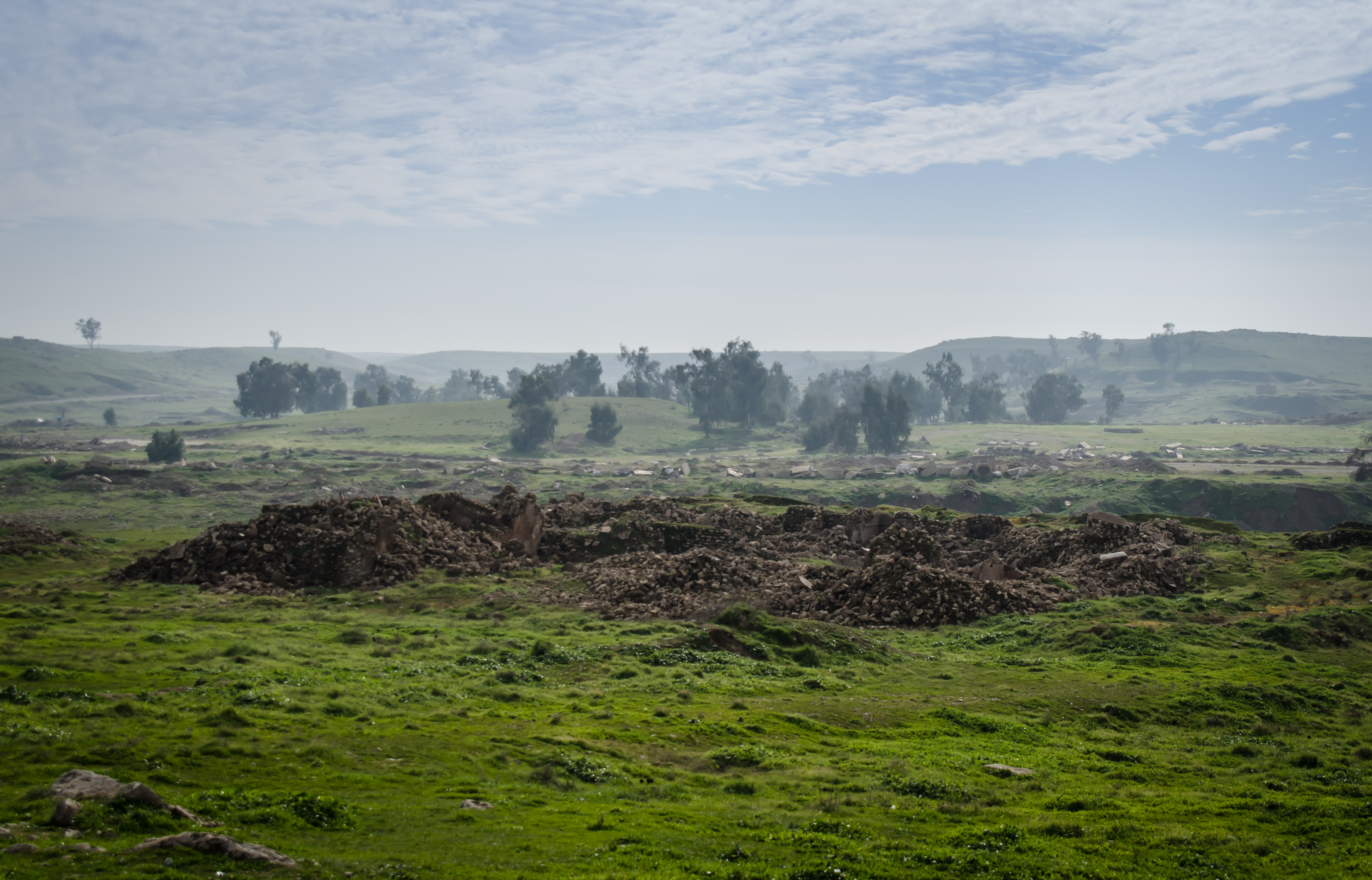
Zničený klášter v roce 2019

V červnu 2014 Mosul ovládla islamistická teroristická organizace Islámský stát. Ten klášter někdy mezi 27. srpnem a 28. zářím 2014 zničil stejně jako řadu dalších kulturních památek. Zničení kláštera Islámský stát nezveřejnil a potvrdily ho pouze satelitní snímky zveřejněné v lednu 2016.
Klášter tvořil opevněný areál o rozloze asi 2500 čtverečních metrů. Před zničením kolem nádvoří bylo 26 místností včetně kaple a kostela.